# Карагай (Татарстан)
Карагай  — деревня в Лениногорском районе Татарстана.  Входит в состав Туктарово-Урдалинского сельского поселения.

## География
Находится в южной части Татарстана на расстоянии приблизительно 31 км на юго-запад по прямой от районного центра города Лениногорск на границе с Самарской областью. 

## История
Основана в 1921 году переселенцами из села Туктарово-Урдала. В советское время работали колхозы "Маяк", "Кзыл орден", позднее коллективное предприятие им. М.Джалиля.

## Население
Постоянных жителей было: в 1926 году - 354, в 1938 - 505, в 1949 - 397, в 1958 - 282, в 1970 - 285, в 1979 - 224, в 1989 - 136, в 2002 году 186 (татары 96%), в 2010 году 139.